# جاورجيوس بيروفيتش باشا
جاورجيوس بيروفيتش باشا هو سياسي عثماني شغل منصب والي في الدولة العثمانية.

## مناصبه
تولى المناصب التالية:
- أمير ساموس (1895–1896)
- والي كريت (28 يونيو 1896–14 فبراير 1897)